# Mark Prince
Mark Prince (* 10. März 1969 in London, England) ist ein ehemaliger Boxer im Halbschwergewicht, der durch Kämpfe gegen Dariusz Michalczewski und Michael Gale zunehmend Bekanntheit erlangte.

## Karriere
Prince Karriere verlief relativ kurz. In seiner Aufbauphase konnte er teils namhafte Gegner besiegen, beinahe nur durch k. o. Prince machte früh auf sich aufmerksam, da sein Kampfstil den von Henry Maske zwar sehr ähnelte, er seine Gegner aber trotzdem meist binnen weniger Runden ausknockte. So besiegte er unter anderem Michael Gale und Kenny Whack.
Im Herbst 1996 war schließlich ein Weltmeisterschaftskampf gegen den ungeschlagenen Titelträger Dariusz Michalczewski geplant. Da sich Prince beim Training eine Schulterverletzung zuholte, fiel der aber aus. Nach mehreren Verschiebungen kam es 1998 schließlich zum Titelkampf. Michalczewski hielt zu der Zeit mit dem WBA, IBF und WBO drei der vier Weltverbände und galt nach Siegen gegen Leeonzer Barber, Graciano Rocchigiani, Virgil Hill etc. als unbesiegbare, unumstrittene Nummer eins im Halbschwergewicht. Den Kampf verlor der krasse Außenseiter Prince erwartungsgemäß durch k. o. in der achten Runde, da er seinem boxerisch überlegenen Gegner nie in die Defensive drängen konnte oder in Bedrängnis führen konnte.
Nach dieser Niederlage schlug er Kevin Mittchel k. o. und beendete seine Karriere.
| Personendaten    | Personendaten                         |
| ---------------- | ------------------------------------- |
| NAME             | Prince, Mark                          |
| KURZBESCHREIBUNG | englischer Boxer im Halbschwergewicht |
| GEBURTSDATUM     | 10. März 1969                         |
| GEBURTSORT       | London                                |